# Fábrica Nacional de Motores
F.N.M., pour Fábrica Nacional de Motores, était un constructeur d'automobiles et de camions brésilien dont l'activité commença en 1942 et se termina en 1988.
La société F.N.M. fut créée par la volonté de l'État brésilien, le 13 juin 1942, pour lancer au Brésil une activité industrielle. Son implantation était concentrée dans la ville de Duque de Caxias, près de Rio de Janeiro. Ses premières fabrications furent des moteurs d'avion construits sous licence américaine Curtiss-Wright.

## Division poids lourds
À la fin de la Seconde Guerre mondiale, F.N.M. est contraint de diversifier sa production, le gouvernement brésilien voulant créer une industrie automobile et lancer la fabrication de moyens de transports lourds.

### Licence Isotta Fraschini
Un accord de développement industriel signé entre le Brésil et l'Italie en 1949 voit le constructeur italien Isotta Fraschini (disparu depuis), délivrer à F.N.M. une large assistance pour créer une usine destinée à la fabrication de camions lourds. Le constructeur italien fournit l'outillage, le savoir-faire et les licences de fabrication de ses modèles.

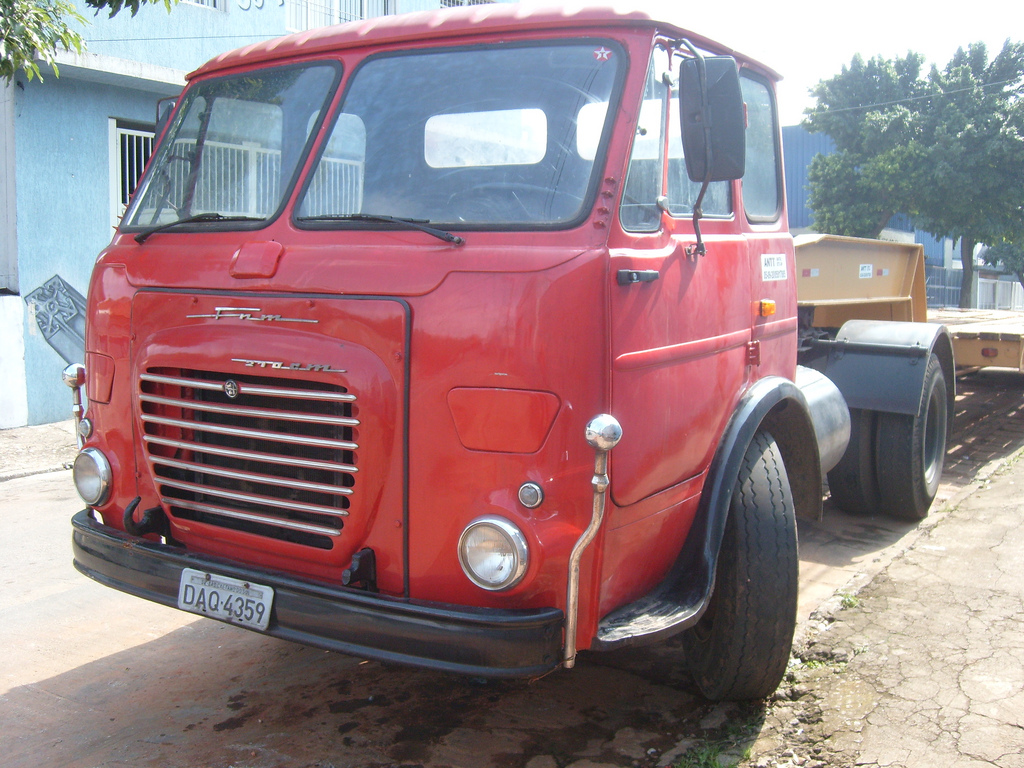
Camion FNM 210, PTR 45 t.

Isotta Fraschini était un constructeur italien de camions très réputé à l'époque. Ses produits de haut de gamme sillonnaient les routes du monde. Mais comme beaucoup de constructeurs dans ce secteur, qui durent supporter un effort de guerre très important, ils ne purent jamais faire face aux années d'après guerre durant lesquelles l'activité était quasiment arrêtée. Isotta Fraschini sera mis en faillite en fin d'année 1951.
Le modèle choisi pour être produit au Brésil est l'Isotta Fraschini D80 qui est badgé FNM R-80 dans un premier temps puis, FNM D-7300. Environ 200 exemplaires de ce modèle ont été assemblés au Brésil en CKD. Ce sera le premier camion brésilien.

### Licence Alfa Romeo
Après la disparition d'Isotta Fraschini, F.N.M. signe en 1952 un nouvel accord de coopération avec un autre constructeur italien réputé Alfa Romeo V.I., qui lui délivre la licence pour la fabrication du modèle Alfa Romeo 800 de sa gamme de poids lourds. Les camions Alfa Romeo, très connus en Italie et d'autres pays, ont toujours été ignorés en France.
Entre 1956 et 1960, F.N.M. fabriqua plus de quinze mille poids lourds ainsi que des châssis spéciaux pour autobus. F.N.M. a longtemps été le seul constructeur brésilien et restera le plus important du pays.
Le premier modèle sous licence Alfa Romeo lancé en 1952 est le FNM D-9500, dérivé de l'Alfa Romeo 800 suivi, en 1958 par le FNM D-11000, dérivé mécaniquement de l'Alfa Romeo Mille mais qui conserve les cabines typiques brésiliennes.
En 1968, le constructeur brésilien FNM, qui était une société d'État, est vendu à Alfa Romeo qui cèdera 43 % du capital de F.N.M. à Fiat V.I. en 1973.
En 1972, Alfa Romeo-FNM lance une nouvelle gamme de camions lourds, les FNM 180/210. La mécanique reprend celle du D-11000, mais la cabine est entièrement nouvelle et moderne. C'est en fait celle de l'Alfa Romeo 1000 dont la fabrication a été arrêtée en Italie. Tout l'outillage a été transféré d'Italie au Brésil.
Lors du Salon de l'automobile de Rio de Janeiro, FNM Alfa Romeo lance deux nouveaux modèles, celui qui sera surtout connu comme le Fiat 130 dans la gamme moyenne et le petit Fiat 70 qui ne sera commercialisé que deux ans plus tard. Le constructeur a aussi lancé une nouvelle version du modèle FNM  210S, doté du fameux moteur Fiat six cylindres de 13,8 L développant 240 ch et autorisant une charge utile de plus de 12,6 t, soit un PTR de 50 t. Ce fut le camion le plus puissant jamais fabriqué au Brésil, équipé d'une boîte de vitesses à six rapports avec embrayage hydraulique et assistance pneumatique, direction assistée, différentiels à double réduction et des freins pneumatiques à double circuit. Ce fut aussi le dernier nouveau produit de la marque FNM.
En juillet 1976, FNM Alfa Romeo lance le Fiat 130 moyen porteur et en novembre de la même année, le petit Fiat 70. Dans l'intervalle, FNM lance également le modèle Fiat 190E, une version plus puissante du FNM 180 avec le moteur Fiat de 256 ch, mais sous la marque Fiat — bien que les trois modèles portent toujours le petit logo FNM sur la face avant.

### FNM-Alfa Romeo dans le giron de Fiat
En septembre 1976, Fiat V.I. annonce l'acquisition de la totalité des actions de la FNM détenues par Alfa Romeo, et dispose désormais de 94 % du capital social de la société. Les 6 % restants demeurant de la propriété de l’État brésilien. Dès le 1er janvier 1977, tous les camions sortant d'usine sont badgés Fiat. Fiat rénove la gamme 180/190 et remplace les anciens moteurs d'origine Alfa Romeo par des moteurs Fiat. En juin 1977, la raison sociale de la société devient officiellement Fiat Diesel Brasil S.A..
Une gamme de châssis pour autobus est lancée, reprenant la base du Fiat 130.
En 1978, la production est de 5 073 camions et 487 autobus.
Fiat lance de nouveaux modèles destinés à élargir le choix de la clientèle avec le petit Fiat 80 et le Fiat 140.
En 1979, la gamme moyenne est renforcée avec le lancement du Fiat 120 équipé du même moteur que le Fiat 140 mais bridé à 130 ch.
Le 4 mai 1981, une longue grève générale commence qui durera 42 jours. Dès la reprise du travail, Fiat présente cinq nouveautés : le petit Fiat 80S et les versions trois essieux des Fiat 120 et 140, baptisés « N3 » ainsi que les versions 6x4 des 140 et 190H.
En 1982, la crise économique est déjà très présente et le niveau des ventes s'affaiblit chaque mois. Fiat Diesel lance un tout nouveau modèle, déjà connu en Europe, le Fiat 190 Turbo

## La fin de Fiat Diesel et l'arrivée d'IVECO
Un plan ambitieux de développement de la production et la création d'un réseau pour l'exportation avaient été engagés mais le coup d'État militaire et la crise économique qui frappa quasiment tous les pays d'Amérique latine mettront rapidement un terme à ce programme. En juin 1985, Fiat Diesel décidait de mettre fin à la production de camions au Brésil.
Iveco ne reprendra la production de véhicules industriels légers, Fiat Ducato et Iveco Daily, et lourds, EuroCargo, EuroTech et EuroTrakker au Brésil qu'en 1998, dans une toute nouvelle usine spécialement construite à cet effet.
La production globale de FNM et Fiat Diesel s'est élèvée à 78 329 camions plus 3 298 châssis pour autobus.
La suite de l'histoire s'écrit avec IVECO do Brasil.

### Modèles fabriqués
- FNM IF D-7300 (1950-51)
- FNM D-9500 (1951-57)
- FNM D-11000 (1957-73)
- FNM 180 (1972-79)
- FNM 210 (1972-79)
- Fiat 190E (1976-79)
- Fiat FNM 130 (1976-78)
- Fiat FNM 70 (1977-80)
- Fiat 120 (1979-85)
- Fiat 140 (1978-85)
- Fiat 80 (1980-85)
- Fiat 190H (1979-83)
- Fiat Iveco 190H Turbo (1982-85)

Depuis la fondation de la FNM et jusqu'à l'arrêt de la production, 110 107 véhicules ont été fabriqués dans l'usine :
- 28 480 automobiles dont plus de 21 000 Alfa Romeo 2300 ;
- 78 329 camions (57 330 de la gamme lourde, 9 129 moyen tonnage et 6 756 camions légers) et 3 298 châssis d'autobus.

Environ 31,5 % de la production a été vendue aux services de l'Administration de l'État, 41 % durant la gestion FNM et 27,5 % sous la gestion Fiat.

## Chiffres de production F.N.M. Camions
| Année         | 1950 | 1951 | 1952 | 1953 | 1954 | 1955 | 1956 | 1957 | total |
| ------------- | ---- | ---- | ---- | ---- | ---- | ---- | ---- | ---- | ----- |
| FNM IF D-7300 |      |      | 0    | 0    | 0    | 0    | 0    | 0    | ~200  |
| FNM D-9500    | 0    |      |      | 373  | 531  | 2426 |      | 2842 |       |
| FNM D-11000   | 0    | 0    | 0    | 0    | 0    | 0    | 0    | 70   |       |
| total         |      |      |      |      |      |      |      | 2912 |       |

, 
| Année       | 1957 | 1958 | 1959 | 1960 | 1961 | 1962 | 1963 | 1964 | 1965 | 1966 | 1967 | 1968 | 1969 | 1970 | 1971 | 1972 | 1973 | total |
| ----------- | ---- | ---- | ---- | ---- | ---- | ---- | ---- | ---- | ---- | ---- | ---- | ---- | ---- | ---- | ---- | ---- | ---- | ----- |
| FNM D-9500  | 2842 | 0    | 0    | 0    | 0    | 0    | 0    | 0    | 0    | 0    | 0    | 0    | 0    | 0    | 0    | 0    | 0    |       |
| FNM D-11000 | 70   | 3990 | 2077 | 2463 | 2040 | 892  | 1323 | 1260 | 1344 | 1394 | 965  | 1142 | 1582 | 1551 | 1940 | *    | *    |       |
| FNM 180     | 0    | 0    | 0    | 0    | 0    | 0    | 0    | 0    | 0    | 0    | 0    | 0    | 0    | 0    | 0    | *    | *    |       |
| FNM 210     | 0    | 0    | 0    | 0    | 0    | 0    | 0    | 0    | 0    | 0    | 0    | 0    | 0    | 0    | 0    | *    | *    |       |
| total       | 2912 | 3990 | 2077 | 2463 | 2040 | 892  | 1323 | 1260 | 1344 | 1394 | 965  | 1142 | 1582 | 1551 | 1940 | 1913 | 2402 |       |

, 

## Chiffres de production F.N.M. Bus
| Année       | 1957 | 1958 | 1959 | 1960 | 1961 | 1962 | 1963 | 1964 | 1965 | 1966 | 1967 | 1968 | 1969 | 1970 | 1971 | 1972 | 1973 | total |
| ----------- | ---- | ---- | ---- | ---- | ---- | ---- | ---- | ---- | ---- | ---- | ---- | ---- | ---- | ---- | ---- | ---- | ---- | ----- |
| FNM D-9500  | 290  | 1    | 0    | 0    | 0    | 0    | 0    | 0    | 0    | 0    | 0    | 0    | 0    | 0    | 0    | 0    | 0    |       |
| FNM D-11000 | 0    | 9    | 2    | 80   | 184  | 34   | 63   | 120  | 241  | 122  | 164  | 99   | 75   | 88   | 20   | *    | *    |       |
|             | 0    | 0    | 0    | 0    | 0    | 0    | 0    | 0    | 0    | 0    | 0    | 0    | 0    | 4    | 64   | *    | *    |       |
| total       | 290  | 10   | 2    | 80   | 184  | 34   | 63   | 120  | 241  | 122  | 164  | 99   | 75   | 92   | 84   | 107  | 4    |       |

## Division automobiles
En 1961, F.N.M. commença la construction de voitures avec une licence pour la fabrication de l'Alfa Romeo 2000, dotée du même moteur quatre cylindres à deux arbres à cames de 1 975 cm3 mais taré à seulement 95 ch, baptisée « FNM 2000 ». Cette voiture fut également proposée en version Coupé baptisée Onça, mais disposant d'une carrosserie différente de l'original italien. La FNM 2000 berline fut ensuite déclinée en plusieurs versions plus puissantes, la TiMB — Turismo Internazionale Modello Brasile — développant 130 ch.
En 1968, Alfa Romeo prend le contrôle de F.N.M.
L'année suivante, la FNM 2000 est remplacée par la FNM 2150, version restylisée de la FNM 2000, équipée d'un moteur 4 cylindres double arbre à cames de 2 132 cm3 de 125 ch et d'une nouvelle boîte de vitesses à cinq rapports. La FNM 2150 sera fabriquée jusqu'en 1974.
En 1974, la FNM 2150 est remplacée par l'Alfa Romeo 2300 qui signera la disparition de la marque F.N.M. et de son logo, largement inspiré du logo Alfa Romeo. La ligne générale de l'Alfa 2300 brésilienne dérive de celle de l'Alfetta mais avec des dimensions nettement plus imposantes. L'Alfa 2300 mesurait 41 cm de plus en longueur et 7 cm de plus en largeur. Elle était équipée d'un moteur quatre cylindres double arbre à cames de 2 310 cm3 et développant 140 ch avec la boîte de vitesses accolée et non pas sur la transmission arrière comme sur l'Alfetta.
En 1978, Alfa Romeo propose, en plus de l'Alfa Romeo 2300 de base, une version 2300 Ti, dont le moteur développe 150 ch pour atteindre une vitesse de 175 km/h. La carrière de l'Alfa 2300 sera longue, ce qui lui permettra de bénéficier de retouches esthétiques durant toute sa période de fabrication ainsi que de constantes améliorations.
En 1979, Fiat S.p.A. rachète le groupe Alfa Romeo — ses divisions Auto, poids lourds et avions. F.N.M. est alors incorporé dans le groupe Fiat. À partir de juin 1985, Fiat V.I. devenu Iveco décide d'arrêter la production de camions dans les usines FNM, camions qui étaient rebadgés Fiat. Par contre, l'Alfa 2300 restera en fabrication jusqu'à l'arrêt du modèle en 1988 mais sa fabrication sera transférée dans l'usine géante Fiat Betim.

### Modèles fabriqués
- 1960 FNM 2000 JK
- 1966 FNM 2000 Onça
- 1966 FNM 2000 timb
- 1969 FNM 2150
- 1972 Alfa Romeo 2150
- 1974 Alfa Romeo 2300
- 1977 Alfa Romeo 2300 B
- 1978 Alfa Romeo 2300 ti
- 1980 Alfa Romeo 2300 sl
- 1980 Alfa Romeo 2300 ti4
- 1983 Alfa Romeo 2300 ti4
- 1985 Alfa Romeo 2300 ti4

On estime à 37 800 le nombre de voitures fabriquées, dont 29 954 Alfa 2300.

### Caractéristiques techniques modèles Alfa Romeo Brésil
| Caractéristiques techniques FNM 2000/Onca/2150/Alfa 2300 |                                                           |                                                           |                                                           |                                                           |                                                           |                                                           |                                                           |
| FNM / Alfa Romeo                                         | 2000                                                      | 2000 TIMB                                                 | Onca                                                      | Alfa 2150                                                 | Alfa 2300 (1975)                                          | Alfa 2300 ti (1975)                                       | Alfa 2300 ti4 (1985)                                      |
| Moteur :                                                 | 4 cylindres                                               | 4 cylindres                                               | 4 cylindres                                               | 4 cylindres                                               | 4 cylindres                                               | 4 cylindres                                               | 4 cylindres                                               |
| Cylindrée :                                              | 1 975 cm3                                                 | 1 975 cm3                                                 | 1 975 cm3                                                 | 2 131 cm3                                                 | 2 310 cm3                                                 | 2 310 cm3                                                 | 2 310 cm3                                                 |
| Alésage x Course :                                       | 84,5 × 88 mm                                              | 84,5 × 88 mm                                              | 84,5 × 88 mm                                              | 84,5 × 95 mm                                              | 88 × 95 mm                                                | 88 × 95 mm                                                | 88 × 95 mm                                                |
| Puissance (tr/min) :                                     | 70 kW (95 ch) à 5 400                                     | 77 kW (105 ch) à 5 700                                    | 85 kW (115 ch) à 5 900                                    | 81 kW (110 ch) à 5 700                                    | 103 kW (140 ch SAE) à 5 700                               | 110 kW (149 ch SAE) à 5 700                               | 95 kW (130 ch) à 5 500                                    |
| Couple maxi (tr/min) :                                   | 153 N m à 3 600                                           | 153 N m à 3 600                                           | 153 N m à 3 600                                           | 167 N m à 3 900                                           | 214 N m à 3 500                                           | 235 N m à 3 500                                           | 235 N m à 3 500                                           |
| Alimentation :                                           | 1 carburateur double corps Solex 35 APAIG                 | 2 carburateurs Solex 44 PHH                               | 2 carburateurs Solex 44 PHH                               | 1 carburateur double corps Solex 35 APAIG                 | 1 carburateur double corps                                | 2 carburateurs double corps                               | 2 carburateurs double corps                               |
| Refroidissement :                                        | Eau                                                       | Eau                                                       | Eau                                                       | Eau                                                       | Eau                                                       | Eau                                                       | Eau                                                       |
| Transmission :                                           | Boîte 5 vitesses                                          | Boîte 5 vitesses                                          | Boîte 5 vitesses                                          | Boîte 5 vitesses                                          | Boîte 5 vitesses                                          | Boîte 5 vitesses                                          | Boîte 5 vitesses                                          |
| Suspensions avant :                                      | Trapèzes, ressorts hélicoïdaux, amortisseurs hydrauliques | Trapèzes, ressorts hélicoïdaux, amortisseurs hydrauliques | Trapèzes, ressorts hélicoïdaux, amortisseurs hydrauliques | Trapèzes, ressorts hélicoïdaux, amortisseurs hydrauliques | Trapèzes, ressorts hélicoïdaux, amortisseurs hydrauliques | Trapèzes, ressorts hélicoïdaux, amortisseurs hydrauliques | Trapèzes, ressorts hélicoïdaux, amortisseurs hydrauliques |
| Freins :                                                 | 4 tambours                                                | 4 tambours                                                | 4 tambours                                                | 4 tambours                                                | Disques à l'avant, tambours à l'arrière                   | Disques à l'avant, tambours à l'arrière                   | 4 disques                                                 |
| Carrosserie :                                            | Acier, monocoque                                          | Acier, monocoque                                          | Acier, monocoque                                          | Acier, monocoque                                          | Acier, monocoque                                          | Acier, monocoque                                          | Acier, monocoque                                          |
| Voies avant/arrière :                                    | 1 400/1 370 mm                                            | 1 400/1 370 mm                                            | 1 400/1 370 mm                                            | 1 400/1 370 mm                                            | 1 397/1 400 mm                                            | 1 397/1 400 mm                                            | 1 397/1 400 mm                                            |
| Empattement :                                            | 2 720 mm Onca : 2 500 mm                                  | 2 720 mm Onca : 2 500 mm                                  | 2 720 mm Onca : 2 500 mm                                  | 2 720 mm Onca : 2 500 mm                                  | 2 730 mm                                                  | 2 730 mm                                                  | 2 730 mm                                                  |
| Dimensions :                                             | 4 715 × 1 700 × 1 450 mm Onca : 4 425 × 1 670 × 1 290 mm  | 4 715 × 1 700 × 1 450 mm Onca : 4 425 × 1 670 × 1 290 mm  | 4 715 × 1 700 × 1 450 mm Onca : 4 425 × 1 670 × 1 290 mm  | 4 715 × 1 700 × 1 450 mm Onca : 4 425 × 1 670 × 1 290 mm  | 4 690 / 4 719 × 1 692 × 1 362 mm                          | 4 690 / 4 719 × 1 692 × 1 362 mm                          | 4 690 / 4 719 × 1 692 × 1 362 mm                          |
| Poids à vide :                                           | 1 360 kg - Onca : 1 100 kg                                | 1 360 kg - Onca : 1 100 kg                                | 1 360 kg - Onca : 1 100 kg                                | 1 360 kg - Onca : 1 100 kg                                | 1 360 kg - Onca : 1 100 kg                                | 1 360 kg - Onca : 1 100 kg                                | 1 412 kg                                                  |
| Vitesse maxi :                                           | 155 km/h                                                  | 165 km/h                                                  | 175 km/h                                                  | 165 km/h                                                  | 170 km/h                                                  | 175 km/h                                                  | 170 km/h                                                  |
| 0–100 km/h :                                             | NC                                                        | NC                                                        | NC                                                        | NC                                                        | NC                                                        | NC                                                        | 12,0 s                                                    |
| Consommation (L/100 km) :                                | 10,5 L/100 km                                             | 10,5 L/100 km                                             | 10,5 L/100 km                                             | 10,5 L/100 km                                             | NC                                                        | NC                                                        | NC                                                        |